# Uikala
Koordinaten: 59° 25′ N, 27° 26′ O
Uikala ist ein Dorf (estnisch küla) in der Landgemeinde Toila (Toila vald). Es liegt im Kreis Ida-Viru (Ost-Wierland) im Nordosten Estlands.
Das Dorf hat nur noch einen Einwohner (Stand 19. September 2012).